# Registro Único de Contribuyente
Registro Único de Contribuyente (RUC) o Registro Único Tributario (RUT) es un registro que identifica a las empresas dentro de algún país. Según los casos, el mismo depende tanto del Ministerio de Economía como de la Dirección General Impositiva (DGI) de cada país. Dicha inscripción es de carácter obligatorio para todas las empresas que quieran comenzar sus operaciones.
El número 1798285937001 es un ejemplo de número que identifica a una empresa a nivel nacional del Ecuador. Generalmente reflejado en la facturación de ventas, en el registro de personería jurídica de la empresa en cuestión.
Todas las nuevas empresas que quieran empezar a operar, deben en primer lugar, registrarse en el RUC, momento en que se le asigna un número identificatorio con el cual podrá facturar.
El RUC corresponde a un número de identificación para todas las personas naturales, jurídicas y sociedades que realicen alguna actividad económica en forma permanente u ocasional, o que sean titulares de bienes o derechos por los cuales deban pagar impuestos.

## Países donde se usa el RUT
- Chile
- Colombia
- Uruguay